# تکیه خاله سلطان
تکیه خاله سلطان (ترکی استانبولی: Hala Sultan Tekkesi) از مکان‌های مقدس و کهن جزیرهٔ قبرس که در شهر لارناکا واقع شده‌است. این بنای مذهبی و تاریخی در یک محیط بی سر و صدا در سواحل دریاچه نمک لارناکا به سبک معماری عثمانی ساخته شده‌است.
این مسجد به‌عنوان یک مکان مقدس برای مسلمانان ترک قبرس محسوب می‌شود. که در بخش یونانی‌نشین قبرس قرار گرفته‌است. بدین جهت به نسبت سایر مکان‌های مذهبی-عبادتی موجود در قبرس شمالی کم‌تر بازدیدکننده دارد.

## نگارخانه

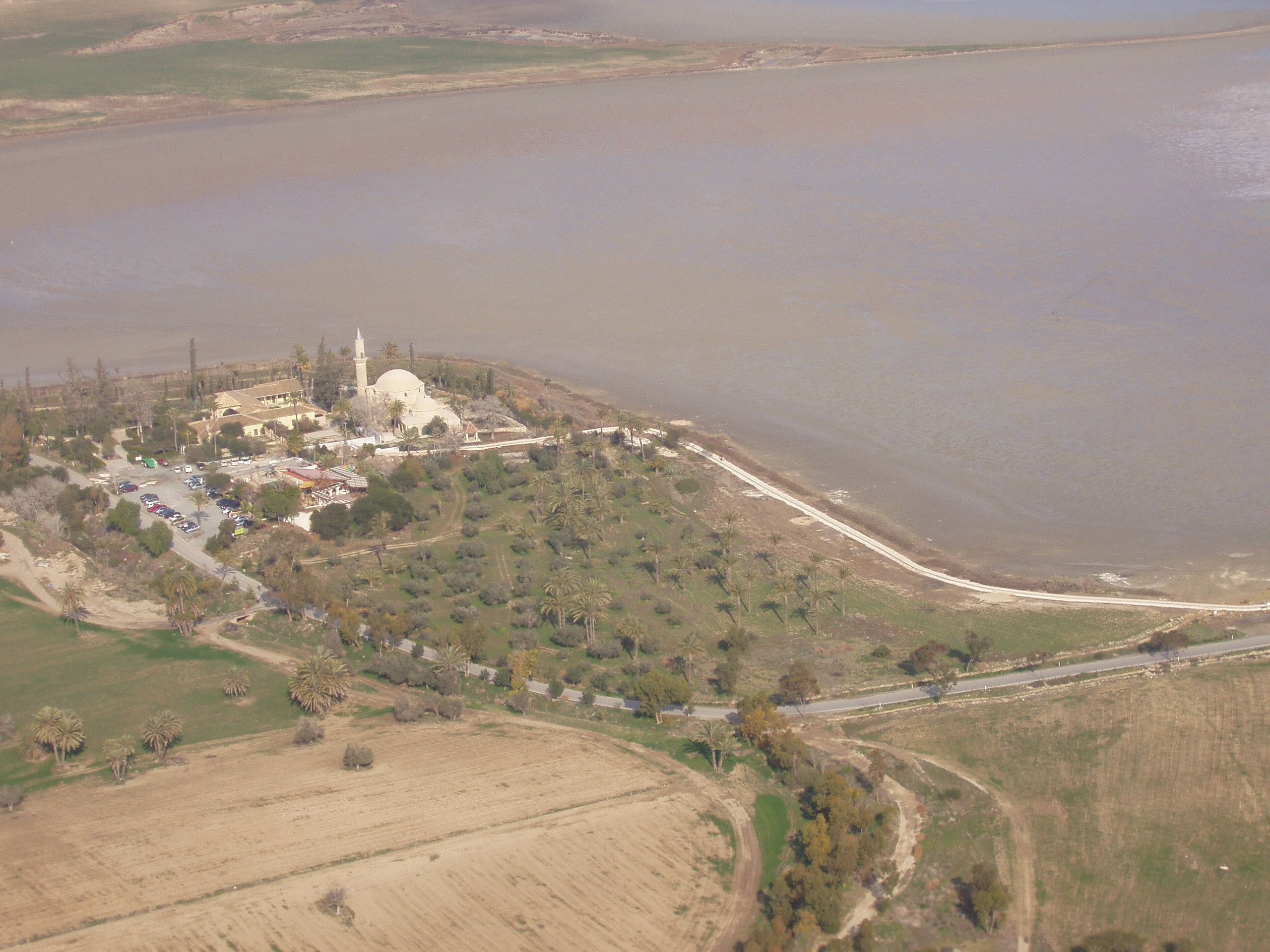
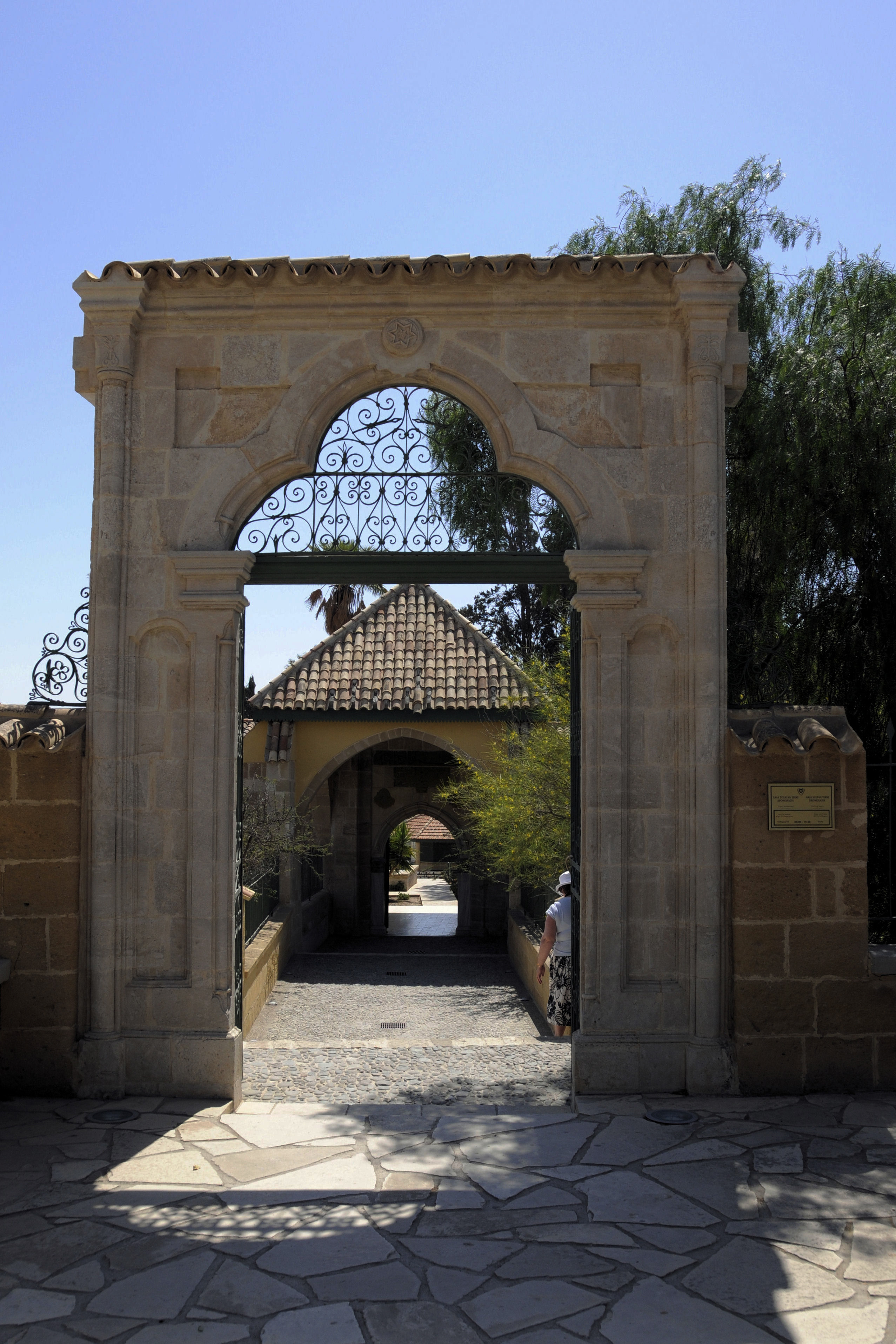
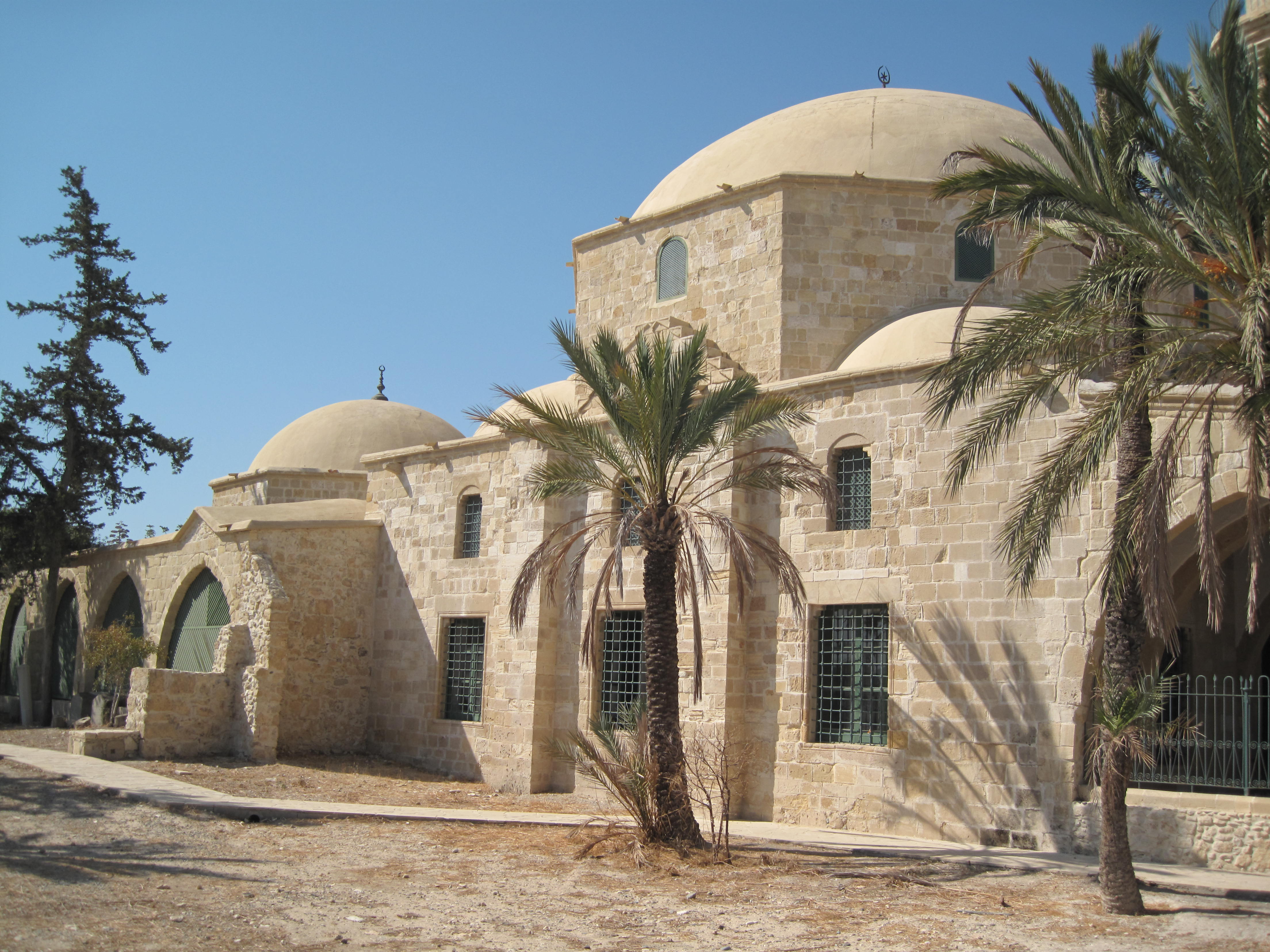
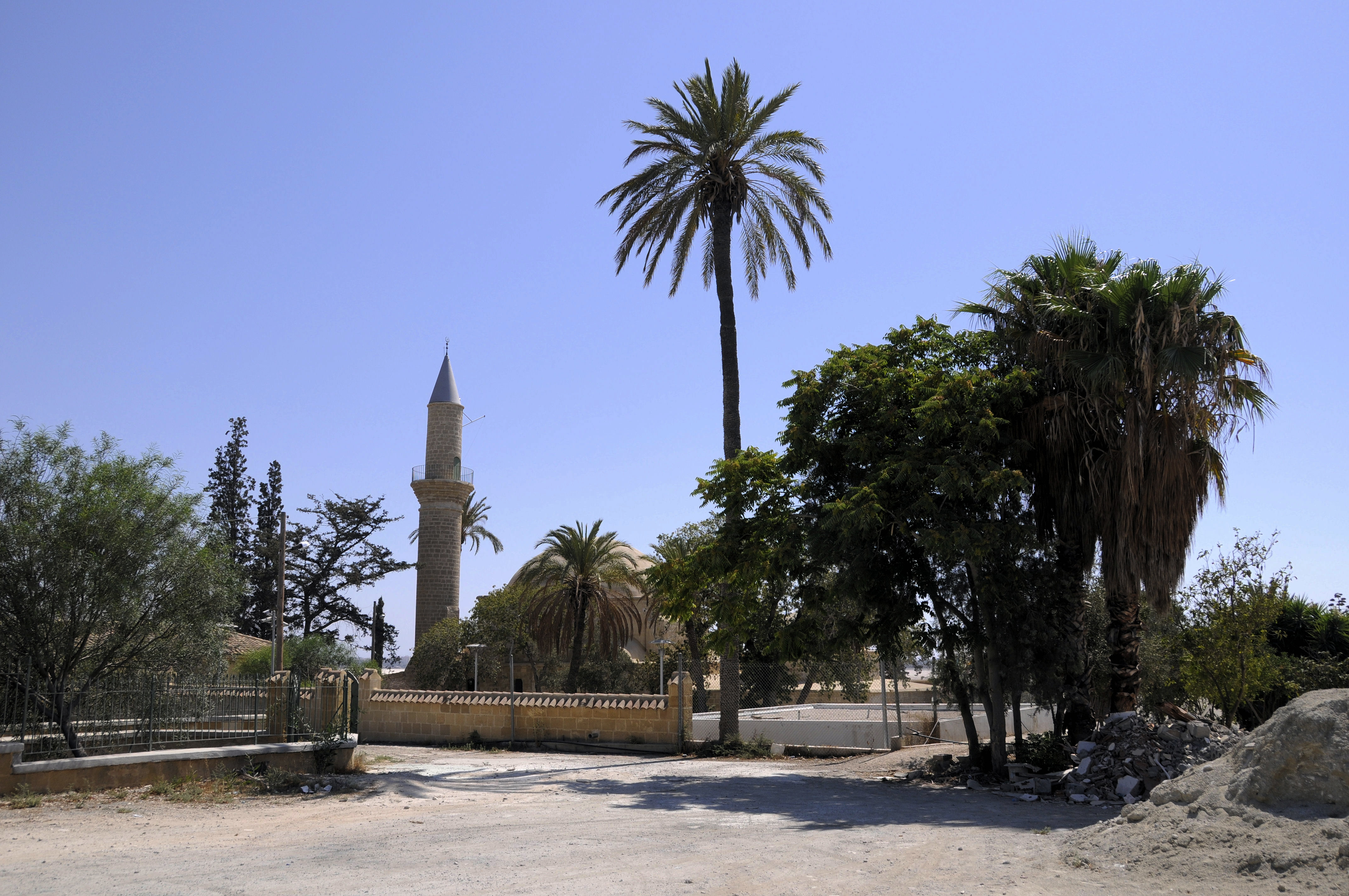
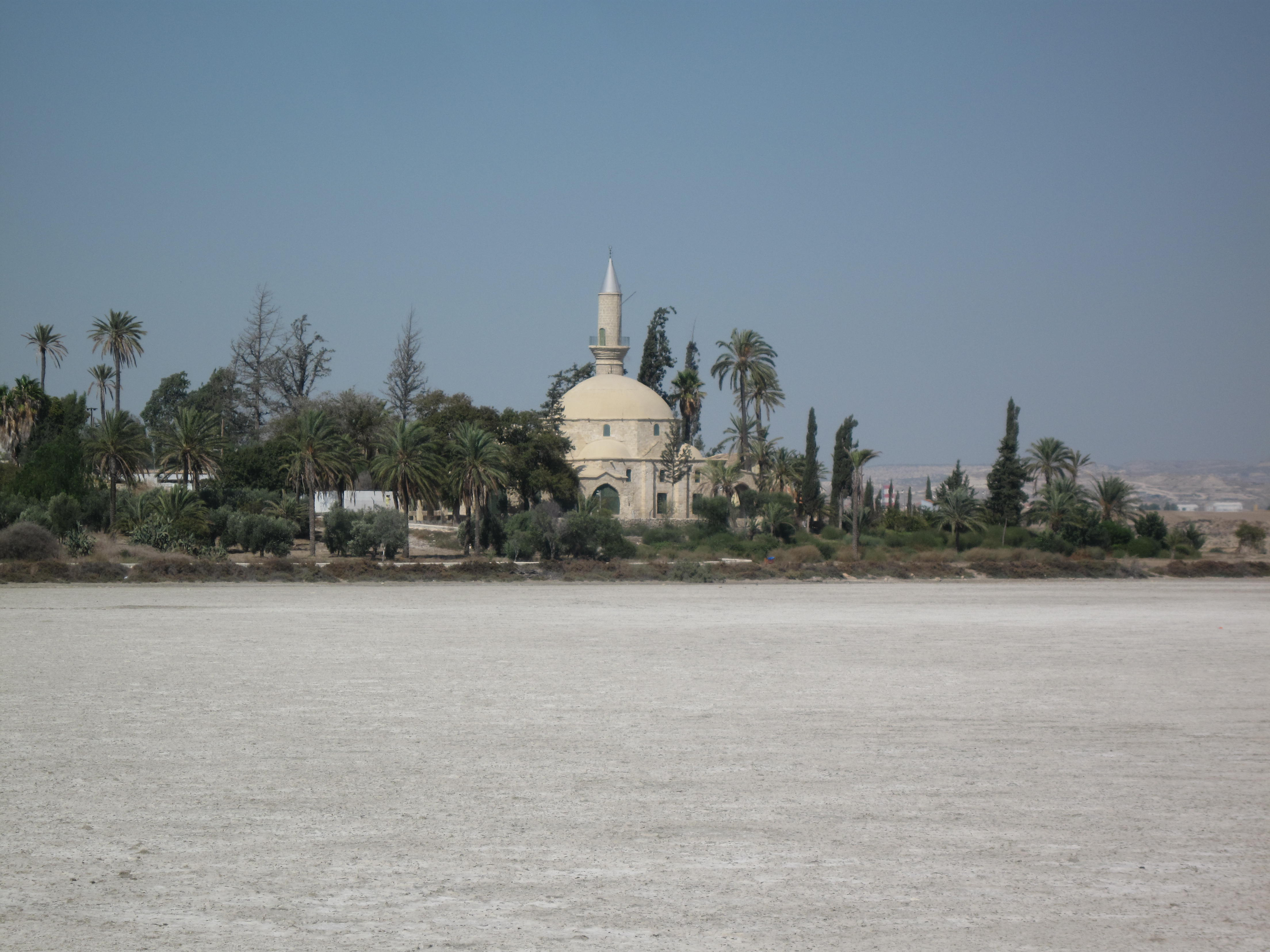
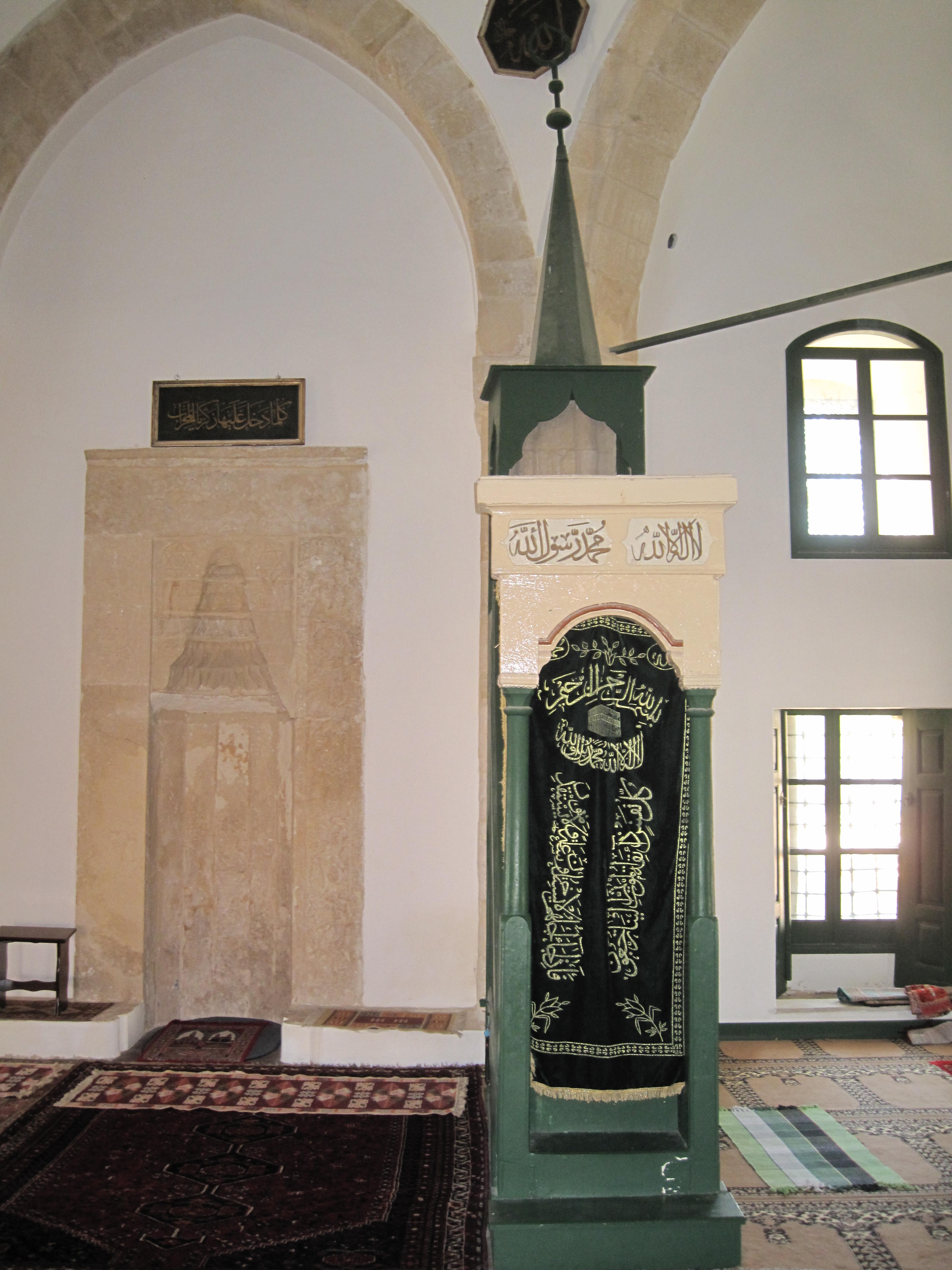